# Число в'язкісне
Число в'язкісне (рос. число вязкостное; англ. viscosity number; нім. Viskositätszahl f) — безрозмірний параметр подібності:
{\displaystyle \mathrm {Nm} =\left({\frac {g\eta ^{4}\,\Delta \rho }{\rho ^{2}\sigma ^{3}}}\right)^{0,25}}
де
- {\displaystyle g} — прискорення вільного падіння;
- {\displaystyle \eta } — динамічна в'язкість;
- {\displaystyle \rho } — густина рідини;
- {\displaystyle \Delta \rho } — різниця густин;
- {\displaystyle \sigma } — коефіцієнт поверхневого натягу.

Число в'язкісне Nm= (М)1/4, де М — число Мортона.